# Snow White and the Three Stooges
Snow White and the Three Stooges is een Amerikaanse filmkomedie uit 1961 onder regie van Walter Lang.

## Verhaal
De boze koningin wil haar stiefdochter Sneeuwwitje uit de weg ruimen. Zij slaat op de vlucht en vindt onderdak bij de Three Stooges. Intussen neemt haar jaloerse stiefmoeder drastische maatregelen, opdat Sneeuwwitje nooit koningin zal kunnen worden.

## Rolverdeling
| Acteur          | Personage                 |
| --------------- | ------------------------- |
| Carol Heiss     | Sneeuwwitje               |
| Edson Stroll    | Prins / Quatro            |
| Patricia Medina | Koningin / Heks / Matilda |
| Joe DeRita      | Curly-Joe                 |
| Larry Fine      | Larry                     |
| Moe Howard      | Moe                       |
| Guy Rolfe       | Graaf Oga                 |
| Michael David   | Rolf                      |
| Buddy Baer      | Hordred                   |
| Edgar Barrier   | Koning Augustus           |
| Peter Coe       | Kapitein                  |